# العصر الذهبي (فلم)
العصر الذهبي (L'Âge d'Or) فيلم سريالي من إخراج لويس بانيويل أنتج عام 1930 ومن تأليفه بالاشتراك مع الرسام الأسباني الكتالوني سلفادور دالي قصه رجل وامرأة في علاقه حب، يجد حبهما معارضة من الأهل، الكنيسة والطبقة البرجوازيه.

## تلخيص الحبكة
يظهر دوق بلانجيس، والذي يمثل المسيح، على بوابه قلعه كشخص ملتحي يرتدي ثوبا فجأه تحاول فتاه صغيره الهرب من القلعة فيقوم الدوق بتهدئه الفتاة واعادتها. تسمع صرخه ويظهر الدوق مجددا ولكنه حليق اللحية بغموض هذه المرة
دوق بنلاجيس شخصيه من روايه 120 يوما في سادوم "Les 120 journées de Sodome" أو مدرسة الفجور "l'école du libertinage". (1785) والتي اعتبرت من أبرز روايات ماركيز دي ساد وأكثرها إثارة للنفور والتي ترو يقصة أربعة أشخاص يسجنون 42 ضحية في قلعة ويجرون عليهم طرقا شتى من التعذيب الجنسي.

## الإنتاج
كلف العمل مليون فرنك، وعندما بدأ عرضه اثار الكثير من الاحتجاجات

## رده الفعل
في 3 ديسمبر عام 1930 قامت جماعه من الفاشيين برمي حبر على الشاشة أثناء العرض واعتدوا على المشاهدين ودمروا اعمالا فنيه كانت معروضه بعضها ل سلفادور دالي

## وصلات خارجية
- مقالات تستعمل روابط فنية بلا صلة مع ويكي بيانات